# Gerichtsbezirk Eisenkappel

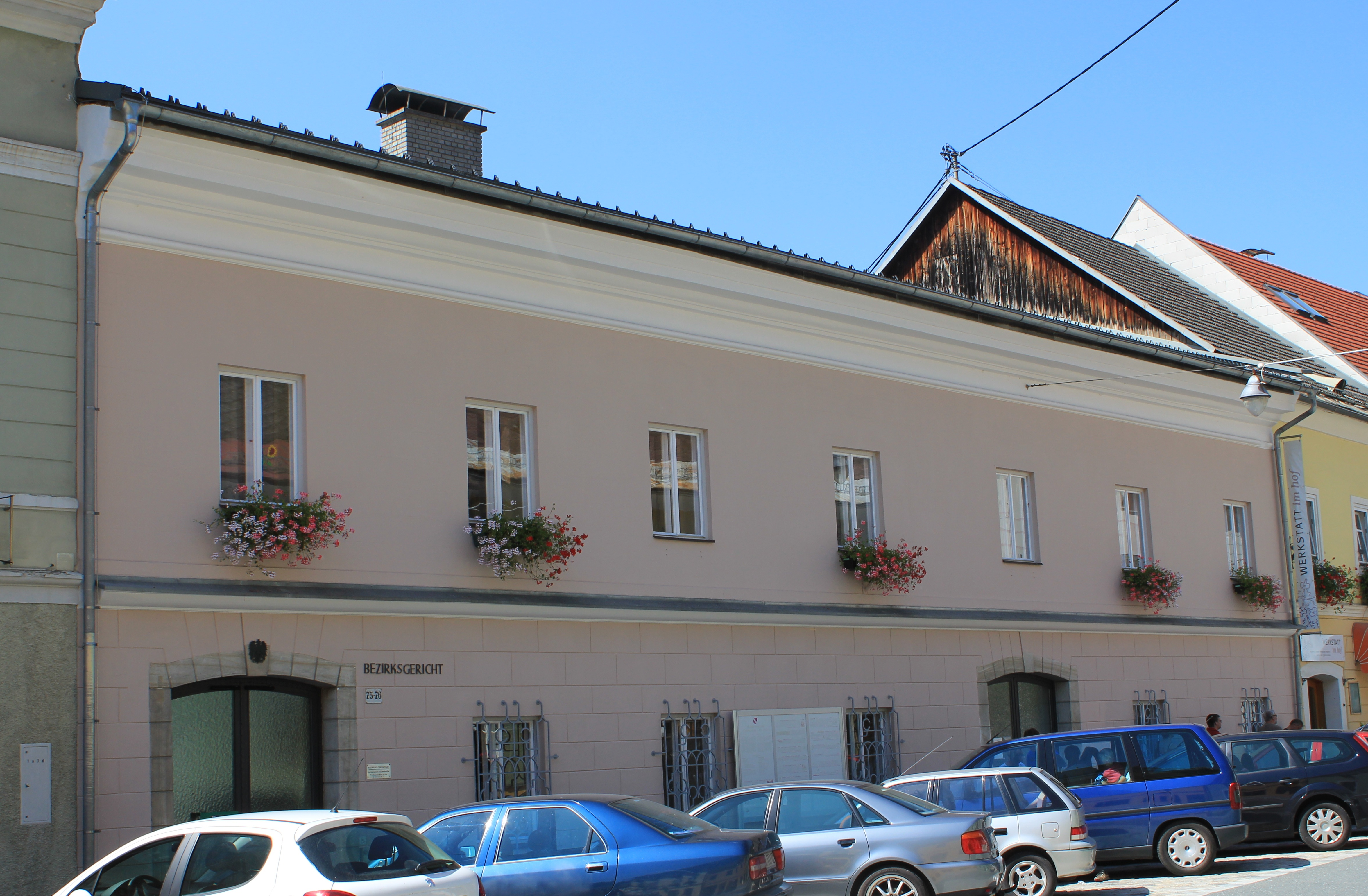
Bezirksgericht Eisenkappel

Der Gerichtsbezirk Eisenkappel ist einer von elf Gerichtsbezirken in Kärnten und einer von dreien im politischen Bezirk Völkermarkt. Der übergeordnete Gerichtshof ist das Landesgericht Klagenfurt.

## Gerichtssprengel
Einwohner: Stand 1. Jänner 2024

### Marktgemeinden
- Eisenkappel-Vellach (2.208 Ew.)

### Gemeinden
- Gallizien (1.793 Ew.)
- Sittersdorf (1.966 Ew.)